# Niccolò Oddi
Niccolò Oddi SJ (ur. 26 września 1715 w Perugii, zm. 25 maja 1767 w Arezzo) – włoski biskup rzymskokatolicki, kardynał.

## Życiorys
Urodził się 26 września 1715 w Perugii, jako najstarszy z pięciorga dzieci hrabiego Schifanoi Marcantonia Oddiego i Altavilli Ranieri. Początkowo nauki pobierał pod kierunkiem swojego wuja, kardynała Giacoma Oddiego, natomiast później podjął studia na Uniwersytecie Rzymskim „La Sapienza”. Jesienią 1746 roku uzyskał tam stopień doktora utroque iure. Większość młodości spędził mieszkając z Giacomo Oddim, początkowo w Wenecji, a następnie w Viterbo. W grudniu 1746 roku został referendarzem Najwyższego Trybunału Sygnatury Apostolskiej, a w latach 1747–1750 pełnił funkcję wicelegata w Romanii. 30 grudnia 1753 roku przyjął święcenia diakonatu, a dwa dni później – prezbiteratu. 14 stycznia 1754 został wybrany tytularnym arcybiskupem Traianopolis, a sześć dni później przyjął sakrę z rąk swojego wuja. 12 lutego został mianowany nuncjuszem apostolskim w Królestwie Niemieckim i przybył do Kolonii 9 sierpnia. 21 grudnia 1759 roku przeniesiono go do placówki w Konfederacji Szwajcarskiej. W kwietniu 1760 zrezygnował z nuncjatury z Kolonii i cztery miesiące później osiadł w Lucernie. W 1764 roku był specjalnym wysłannikiem Stolicy Apostolskiej na Sejm Rzeszy, gdzie dokonano elekcji Józefa II na cesarza rzymskiego narodu niemieckiego. Dzięki poparciu dla nowego władcy, Oddi był w stanie przywrócić kilka przywilejów dla Państwa Kościelnego, takich jak pierwszeństwo w korpusach dyplomatycznych. W styczniu 1764 zrezygnował z funkcji dyplomatycznych, a miesiąc później został mianowany arcybiskupem Rawenny. 26 września 1766 roku został kreowany kardynałem prezbiterem, a trzy miesiące później otrzymał kościół tytularny Matki Bożej Ołtarza Niebiańskiego. Był członkiem m.in. Kongregacji Rozkrzewiania Wiary, Kongregacji ds. Kościelnych Immunitetów i Kongregacji ds. Ceremoniału. Miał udać się do Romanii, lecz przebywając w Perugii zachorował i przeniósł się do Arezzo. Początkowo przebywał w klasztorze kapucynów, lecz w maju 1767 przeniósł się do klasztoru jezuitów. Odebrał tam śluby zakonne, jednak zmarł 25 maja.